# Ключ 200
Ключ 200 (иер. 麻) со значением «конопля», 200 по порядку из 214 традиционного списка иероглифических ключей, используемых при написании иероглифов. Записывается 11 штрихами.
В словаре Канси под этим ключом содержится 34 иероглифа (из 49 030).

## Древние идеограммы

Вид ключа в Цзиньвэнь
Вид ключа в большой печати Чжуаньшу
Вид ключа в малой печати Чжуаньшу

## Примеры иероглифов
| Доп. черты | Иероглифы |
| ---------- | --------- |
| 0          | 麻        |
| 3          | 麼 麽 嘛  |
| 4          | 麾        |
| 6          | 麿        |
| 8          | 黀        |
| 9          | 黁        |
| 12         | 黂        |

- Примечание: Ваш браузер может отображать иероглифы неправильно.